# Candia Lomellina
Candia Lomellina ist eine norditalienische Gemeinde (comune) mit 1480 Einwohnern (Stand 31. Dezember 2023) in der Provinz Pavia in der Lombardei. 

## Geografie
Die Gemeinde liegt etwa 43,5 Kilometer westlich von Pavia in der Lomellina und grenzt unmittelbar an die Provinzen Alessandria und Vercelli (beide Piemont). Die Sesia, die einige Kilometer südlich in den Po mündet, bildet die westliche Gemeindegrenze.

## Denkmäler zu besichtigen
- Kirche der Bruderschaft, mit Fresken von Giuseppe Amisani
- Kirche der Dreiheit, mit Fresken von Giuseppe Amisani

## Geschichte
Friedrich I. bestätigte in einer Urkunde 1164 den Herrschaftsanspruch Pavias über Candia.
Von 1676 bis 1797 unterstand Candida Lomellina, gemeinsam mit den seit dem 15. Jahrhundert gehaltenen Orten Sant’Angelo Lomellina und Cozzo, der Grundherrschaft der Adelsfamilie Gallarati Scotti, die bis heute das Castello di Cozzo besitzt. 
1928 wurde der Ortsteil Terrasa (vormals eine eigenständige Gemeinde) eingemeindet.

## Verkehr
Der Bahnhof von Candia Lomellina liegt an der Bahnstrecke Mortara–Asti. Durch die Gemeinde führt die Strada Statale 596 dir dei Cairoli von Castello d’Agogna nach Casale Monferrato.